# Мяково
Мяково — деревня в Солецком районе Новгородской области. Относится к Выбитскому сельскому поселению.
Деревня соединена автомобильной дорогой через Горки Ратицкие с деревней Выбити и c Сольцами, а также с посёлком Волот.
Рядом с деревней имеется валунное месторождение, которое является памятником природы.

## Станция Мяково
Этой станции на картах до 1917 года нет. В расписаниях 1917 и 1922—1923 года есть разъезд Мяково, правда, без указания версты.
На схеме Ленинградской дороги 1941 года станция находится на 36 километре от Дно и 50 километре от Старой Руссы. Нет на карте 1943 года. На схемах Ленинградской и Октябрьской дорог 1944—1948 годов станция находится на 35 километре от Дно и 50 километре от Старой Руссы.
В Атласах Главного управления геодезии и картографии при Совете Министров СССР 1966 и 1971 годов станция Мяково значится в числе линейных, в Атласе железных дорог СССР 1987 года не значится. Названа по имени ближайшей деревни. Ныне ближайшая железнодорожная станция расположена в 12 км восточнее, в посёлке Волот.